# Leonor de Toledo con su hijo
El retrato de Leonor de Toledo y su hijo es una pintura del artista italiano Agnolo di Cosimo, conocido como Bronzino, finalizado c. 1545. Es una de sus obras más famosas, se encuentra en la Galería de los Uffizi de Florencia, Italia, y es considerada uno de los ejemplos preeminentes del retrato manierista.

## Historia
La pintura representa a Leonor Álvarez de Toledo y Osorio, esposa de Cosme I de Medici, gran duque de Toscana, sentada con la mano apoyada en el hombro de uno de sus hijos. Este gesto, así como el motivo de la granada en su vestido, se referían a su papel de madre. Lleva un vestido de brocado con arabescos negros. En esta pose, se la representa como la mujer ideal del Renacimiento. Esta pintura es el primer retrato conocido por encargo del Estado que incluye al heredero del gobernante. Al incluir al niño, Cosimo quiso dar a entender que su gobierno traería estabilidad al ducado.
El niño ha sido identificado de diversas formas como el hijo de Leonor, Francesco (nacido en 1541), Giovanni (nacido en 1543) o Garzia (nacido en 1547). Si el sujeto de la representación es el último, el retrato debería estar fechado alrededor de 1550-1553, pero la fecha que ahora se asigna generalmente es circa 1545, basado en un examen de la evolución del estilo de Bronzino, que sugeriría a Giovanni como el retratado.
El retrato ha sido llamado «frío», reflejando la sobria formalidad de la corte española, de la cual Leonor era nativa, sin la calidez que se espera típicamente de un retrato de madre e hijo. Este distanciamiento es típico del rechazo del naturalismo por parte de la escuela manierista. Por el contrario, el vestido de Leonor, elaborado en terciopelo brocado, con sus efectos bouclé masivos, de bucles de trama de oro en el estilo llamado riccio sopra riccio (bucle sobre bucle), se replica con esmero. La pintura es quizás un anuncio de la industria de la seda florentina, que había caído la popularidad en los primeros años difíciles y revivió durante el reinado de Cosme I. El cinturón dorado, decorado con joyas y abalorios con borla, puede haber sido realizado por el orfebre Benvenuto Cellini.

## Vestuario

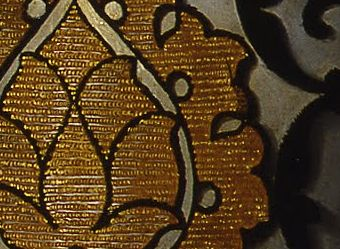
Detalle del terciopelo brocado.

Se representa a Leonor con un vestido formal sobre una camisa o una bata de lino adornada con bandas estrechas de bordado en negro en el cuello y los volantes de las mangas. La pintura de Bronzino captura la dimensionalidad de la tela de terciopelo de seda brocado en el vestido con sus bucles de hilo envuelto en oro y arabescos negros sobre un fondo de satén blanco. La ropa hecha de tejidos tan ricos estaba reservada para ocasiones oficiales y no era típica del guardarropa diario de Leonor, que presentaba vestidos de terciopelo y satén de colores sólidos.
Cuando el cuerpo de Leonor fue exhumado en el siglo XIX, algunos concluyeron que había sido enterrada con el mismo vestido que en el retrato. Una redecilla casi idéntica podría haber causado esta confusión. Pero una investigación más reciente muestra que fue enterrada con un vestido de satén blanco mucho más simple sobre un corpiño de terciopelo carmesí (y probablemente una enagua a juego, que no ha sobrevivido). Después de una larga y compleja restauración, la ropa original se ha conservado y las reconstrucciones detalladas se exhiben en la Galería de Vestuario en el Palazzo Pitti, Florencia. Las prendas originales son demasiado frágiles para la exhibición pública.